# Yousif Jawad
Yousif Jawad, född 8 mars 1995, är en svensk komiker och skådespelare.
Yousif Jawad ingår i humortrion Min fakking bror och slog igenom genom att lägga upp humorklipp på Youtube där gruppen har 169 000 följare (maj 2025). Gruppen har även en podcast. Han lämnade gruppen senare för att starta egen kanal, JuiceBox. Han har även medverkat som paneldeltagare i programmet IFS – invandrare för svenskar. Gruppen medverkade i SVT-produktionen Min fakking bror gissar. I humorserien Kiosken på SVT spelade han huvudrollen som en av kioskägarna.

## Filmografi (i urval)
- 2022 – IFS – invandrare för svenskar (TV-serie) paneldeltagare
- 2023 – Min fakking bror gissar (TV-serie)
- 2025 – Kiosken (TV-serie)